# Maurice Hofman
Maurice Hofman (Maastricht, 19 januari 1971) is een voormalig Nederlands voetballer. Hij stond onder contract bij MVV en VVV.

## Carrière
Hofman doorliep de jeugdopleiding van RKSV Heer waar hij halverwege het seizoen 1988-1989 op 18-jarige leeftijd in het eerste elftal van de eersteklasser debuteerde. De jonge, frêle aanvaller werd daarop vastgelegd door eredivisionist MVV, waar hij een jaar later vaste stek in de basiself veroverde. De dribbelsterke Hofman speelde doorgaans in een zwervende rol achter de aanval, maar scoorde zelf niet vaak. Op 24 september 1994 in de thuiswedstrijd tegen FC Utrecht maakte hij echter drie goals binnen acht minuten. Daarmee veroverde Hofman een plaats in de top-10 van snelste hattricks aller tijden van de Eredivisie. Datzelfde seizoen zou MVV uiteindelijk degraderen naar de Eerste divisie.
Na zeven jaar bij MVV verkaste Hofman in 1996 naar VVV. Op de slotdag van zijn eerste seizoen in Venlo moest zijn nieuwe club uitgerekend bij MVV op bezoek dat in die wedstrijd bij winst het kampioenschap van de Eerste divisie kon behalen. De in Maastricht geboren, getogen en woonachtige middenvelder ontving in de aanloop naar dat duel anonieme telefoontjes met de mededeling dat hij die wedstrijd beter niet zou kunnen spelen. Op 31 mei 1997 won MVV van VVV (2-0) dat zonder Hofman speelde, naar diens eigen zeggen omdat hij een lichte liesblessure had en zijn deelname namens VVV aan de nacompetitie (die vier dagen later van start zou gaan) niet in gevaar wilde brengen.
Bij VVV boekte de Maastrichtenaar geen sportieve triomfen. Wel kende hij nog een persoonlijk succes. Op 1 maart 1999 scoorde Hofman in de thuiswedstrijd tegen Eindhoven (8-1) twee doelpunten en tekende hij voor liefst vijf assists. Een jaar later, pas 29 jaar oud, beëindigde Hofman zijn profcarrière. Hij keerde terug op het oude nest, bij amateurclub RKSV Heer.

## Statistieken
| Seizoen         | Club            | Competitie      | Competitie | Competitie | Beker | Beker | Nacompetitie | Nacompetitie | Totaal | Totaal |
| Seizoen         | Club            | Competitie      | Wed.       | Dlp.       | Wed.  | Dlp.  | Wed.         | Dlp.         | Wed.   | Dlp.   |
| --------------- | --------------- | --------------- | ---------- | ---------- | ----- | ----- | ------------ | ------------ | ------ | ------ |
| 1990/91         | MVV             | Eredivisie      | 22         | 1          | 1     | 0     | —            | —            | 23     | 1      |
| 1991/92         | MVV             | Eredivisie      | 31         | 3          | 2     | 0     | —            | —            | 33     | 3      |
| 1992/93         | MVV             | Eredivisie      | 29         | 0          | 0     | 0     | —            | —            | 29     | 0      |
| 1993/94         | MVV             | Eredivisie      | 30         | 2          | 2     | 2     | —            | —            | 32     | 4      |
| 1994/95         | MVV             | Eredivisie      | 29         | 3          | 3     | 0     | 4            | 1            | 36     | 4      |
| 1995/96         | MVV             | Eerste divisie  | 21         | 4          | ?     | 4     | —            | —            | ??     | 8      |
| 1996/97         | VVV             | Eerste divisie  | 33         | 7          | 4     | 1     | 5            | 0            | 42     | 8      |
| 1997/98         | VVV             | Eerste divisie  | 31         | 1          | 3     | 0     | —            | —            | 34     | 1      |
| 1998/99         | VVV             | Eerste divisie  | 32         | 5          | 4     | 2     | —            | —            | 36     | 7      |
| 1999/00         | VVV             | Eerste divisie  | 28         | 2          | 0     | 0     | —            | —            | 28     | 2      |
| Carrière totaal | Carrière totaal | Carrière totaal | 286        | 28         | ??    | 9     | 9            | 1            | ???    | 38     |